# Церковь Рождества Пресвятой Богородицы (Боровщина)
Церковь Рождества Пресвятой Богородицы  — разрушающаяся недействующая православная церковь в деревне Боровщина Сафоновского района Смоленской области. Памятник архитектуры второй половины XIX века, объект культурного наследия России.

## Описание
Кирпичная церковь в стиле позднего русского классицизма, построена во второй половине XIX века по инициативе и на средства местной помещицы Елизаветы Степановны Дядьковой. Службы в храме начались в 1873 году. Представлял собой двухпрестольный храм (Рождества Пресвятой Богородицы и Николая Чудотворца) с трехъярусной колокольней.

## Современное состояние
Церковь была закрыта постановлением Смоленского облисполкома в 1939 году, священнослужители репрессированы. По состоянию на 2017 год сохранились лишь стены и каменный церковный дом.